# Sullivan County, Missouri
Sullivan County är ett administrativt område i delstaten Missouri, USA, med 6 714 invånare. Den administrativa huvudorten (county seat) är Milan. 

## Geografi
Enligt United States Census Bureau så har countyt en total area på 1 687 km². 1 686 km² av den arean är land och 1 km² är vatten.    

### Angränsande countyn
- Putnam County - norr
- Adair County - öst
- Linn County - söder
- Grundy County - sydväst
- Mercer County - nordväst